# Nguyễn Đan Quế
Nguyễn Đan Quế (còn gọi là Nguyễn Châu; sinh ngày 13 tháng 4 năm 1942 tại Hà Nội) là một người bất đồng chính kiến tại Việt Nam. Ông đã ba lần bị đi tù tại Việt Nam, với tổng cộng thời gian trên 20 năm.

## Tiểu sử
Sinh tại Hà Nội, năm 1954 ông theo gia đình di cư vào Nam sau hiệp định Genève. Ông lớn lên ở miền Nam và theo học Đại học Y khoa Sài Gòn. Ông tốt nghiệp Y khoa Bác sĩ năm 1966. Ông phục vụ tại Bệnh viện Chợ Rẫy, đồng thời là Giảng sư tại Đại học Y khoa Sài Gòn. Ông được học bổng của Tổ chức Y tế Quốc tế (WHO) đi tu nghiệp về ngành Y khoa Nội tiết (Endocrinology) tại Bỉ năm 1968, tại Pháp năm 1969 và tại Anh Quốc năm 1972. Hoàn tất chương trình tu nghiệp năm 1974, Bác sĩ Quế đã từ chối đề nghị làm việc cho Tổ chức Y tế Quốc tế, để trở về nước tiếp tục phục vụ tại bệnh viện Chợ Rẫy, giữ chức Giám đốc Khu Nội khoa Bệnh viện Chợ Rẫy, và giảng dạy tại trường Đại học Y khoa Sài Gòn. 
Vào đầu năm 1978, ông và 47 thành viên trong Mặt trận Dân tộc Tiến bộ, theo Tổ chức Theo dõi Nhân quyền là một tổ chức tranh đấu bất bạo động và do ông thành lập, bị nhà nước Việt Nam bắt và giam cầm không xét xử. Năm 1988, ông được phóng thích. Vào năm 1990, ông thành lập tổ chức Cao trào Nhân Bản và công bố "Lời Kêu Gọi của Cao Trào Nhân Bản", tiếp tục đòi hỏi nhà nước tôn trọng nhân quyền, đa nguyên chính trị và tuyển cử tự do. Ông bị bắt lại ngay sau đó, và bị tuyên án 20 năm khổ sai, cộng thêm 5 năm quản thúc tại gia, vì tội "âm mưu lật đổ chính quyền".
Vào đầu tháng 9 năm 1998, trước áp lực của quốc tế, nhà nước Việt Nam trả tự do cho ông, ông từ chối rời khỏi Việt Nam khi được đề nghị. Vào ngày 11 tháng 5 năm 1999, ông ra một thông cáo kêu gọi nhà nước dân chủ hóa đất nước. Vào tháng 3 năm 2003, ông lại bị bắt giữ vì ông đã gửi văn kiện chỉ trích nhà nước Việt Nam đến anh của mình tại Hoa Kỳ. Ngày 29 tháng 7 năm 2004, tòa án nhà nước Việt Nam lần nữa kết án ông 30 tháng tù về tội "Lợi dụng các quyền tự do dân chủ xâm phạm lợi ích của Nhà nước". Vào trước Tết năm 2005, ông là một trong những tù nhân chính trị được lãnh đặc xá.
Ngày 26/2/2011, ông Quế bị Công An Thành phố Hồ Chí Minh bắt giam để điều tra vì "hoạt động nhằm lật đổ chính quyền nhân dân". Cũng trong thời gian này, ông có bài viết về tình hình dân chủ và nhân quyền tại Việt Nam được đăng trên Washington Post. Qua khám xét khẩn cấp, lực lượng chức năng thu giữ nhiều tài liệu khác liên quan đến hoạt động bị cho là chống chế độ của ông Nguyễn Đan Quế cùng hơn 60.000 đầu tài liệu bị cho là kích động, kêu gọi chống phá Nhà nước được lưu trữ trong máy vi tính.

## Vinh danh
Ông đã được trao Giải Nhân quyền Raoul Wallenberg năm 1994, Giải Nhân quyền Robert F. Kennedy năm 1995, Giải Hellman/Hammett của Tổ chức Theo dõi Nhân quyền (Human Rights Watch) năm 2002, Giải Nhân quyền Heinz R. Pagels năm 2004, và Giải Nhân quyền Việt Nam 2004 của Mạng lưới Nhân quyền Việt Nam. Nhiều lần ông được cử làm ứng viên cho Giải Nobel về hòa bình; gần đây nhất ông được Dân biểu Liên bang Hoa Kỳ Ed Royce cùng bảy Thượng nghị sĩ đề cử cho giải Nobel này cho năm 2004. Năm 2003, ông được tờ New York Times mô tả là "nhà bất đồng chính kiến có tiếng nhất Việt Nam."
Tháng 4 năm 2016, trong khi đang cư trú tại Hàn Quốc, ông Quế đã vinh dự được trao Giải nhân quyền Gwangju (Hàn Quốc) cùng số tiền thưởng 50.000 USD bởi Quỹ kỷ niệm ngày 18 tháng 5. Lý giải về việc trao Giải nhân quyền Gwangju cho ông Quế, Ban tổ chức trình bày lý do: "hành trình đi tìm tự do cho dân tộc của bác sĩ Quế và sự trừng phạt mà ông đã từng gánh chịu đã tạo cảm hứng cho những con người không may mắn được như ông trên toàn thế giới".
Đại sứ quán Việt Nam tại Hàn Quốc sau khi nhận được tin trên đã lập tức gửi thư yêu cầu phía chính phủ Hàn Quốc từ bỏ quyết định trao giải nhân quyền Gwangju cho ông Quế. Trong thư còn nhấn mạnh rằng mối quan hệ ngoại giao Hàn-Việt sẽ bị ảnh hưởng xấu nếu như chính phủ Hàn Quốc trao Giải thưởng này cho ông Quế. Đến ngày 5/5, ban tổ chức lễ trao giải cho hay họ đã nhận được lá thư của Đại sứ quán Việt Nam nhưng họ đã giải thích rằng: "Ông Quế dù sao thì cũng là một người Việt Nam, một công dân Việt Nam đang sinh sống tại nước ngoài mà chúng ta thường hay gọi là "Việt kiều", việc ông ấy được trao Giải nhân quyền không gây ảnh hưởng xấu đến mối quan hệ Hàn-Việt, lý do là vì ông ấy đã ủng hộ mối quan hệ Hàn-Việt và ông ấy thực sự rất yêu quý đất nước của ông ấy!". Quỹ kỷ niệm ngày 18 tháng 5 (May 18 Memorial Foundation) được thành lập năm 1994 nhằm kỷ niệm phong trào dân chủ Gwangju. Ngày 18/5/1980 là ngày mà chính phủ Chun Doo Hwan đàn áp những người hoạt động dân chủ ở thành phố Gwangju làm hơn 100 người chết.